# Vorbis
Vorbis는 Xiph.org에서 개발한 오디오 코덱이다. 오픈 소스며 누구나 무료로 사용할 수 있는 손실 압축 오디오 코덱이다. 확장자는 보통 .ogg를 사용하지만 테오라 파일로 혼동하는 것을 막기 위해 .oga 확장자를 사용한다.

## 이름
'Vorbis'라는 이름은 테리 프래쳇의 소설, 디스크월드의 등장인물인 Exquisitor Vorbis의 이름에서 따왔다.

## 요약
- VBR과 ABR를 지원한다.
- 오픈 소스이므로 별도의 사용료가 없다.
- 확장성이 높다.

## 사양
알고리즘MDCT (수정 이산 코사인 변환)
샘플링 레이트8 kHz - 192 kHz (일반적인 레이트)
채널수1채널(모노), 2채널(스테레오), 4채널, 5.1채널, 6.1채널（최대 255 채널)
비트레이트평균 32kbps(aoTuV Q-2 mode), 평균 45kbps(Q-1) ~ 평균 500kbps(Q10) (44.1 kHz 스테레오에서)
채널 커플링스테레오 모드에서만 작동
비트레이트 제한인코더에 의존
MIME Typeapplication/ogg, application/x-ogg, application/x-vorbis
스트리밍가능 (플레이어에서 스트리밍을 가능하게 하면)
체크 섬가능 (기본적으로 켜짐)
복제 방지없음
태그 정보Vorbis Comment (UTF-8) (일반적인 ID3 태그는 사용할 수 없음)

## 역사
Vorbis는 1998년 9월에 처음으로 연구가 진행되었다. 이때 MP3 포맷은 라이선스가 등록되어 있어서 일정한 금액을 지불해야 했다. 이에 Vorbis 개발자는 완전 무료의 차세대 오디오 코덱을 개발하기로 결심한다. 약 2년 동안 다른 개발자와 함께 협업하여 2001년 6월 15일에 RC1 버전을 내놓는다. 2001년 8월 30일에는 RC2 버전을 선보이는데 이 버전은 최고 비트레이트가 350kbps로 확장했다. 당시에 Vorbis는 MP3를 뛰어넘을 획기적인 압축 기술로 주목받았다. 2002년 7월 17일에 공식판 1.0이 발표되었다. 공식판의 미비한 점을 보완하고자 개발자 aoTuV는 2004년부터 공식판을 토대로 미비한 부분을 겹겹이 튜닝한 버전을 내놓는다.

## 특징

### 메타데이터
Ogg Vorbis에도 MP3의 ID3에 비견되는 메타데이터 표준이 있으며, 이를 Vorbis 코멘트라고 부른다. 메타데이터는 키 값과 커멘트 내용의 짝으로 저장이 되며, 키와 커멘트의 길이는 232-1 바이트까지 가능하다. 이 정보는 Vorbis 비트 스트림의 처음 부분에 있는 시간 값이 담긴 헤더에 저장된다.
키 값은 대소문자 구분이 없는 7 bit ASCII 값으로 저장되며, 일부 문자는 허용되지 않는다. 커멘트 내용은 UTF-8로 저장된다. 음악 태그는 일반적으로 "[태그 키]=[커멘트 내용]"과 같은 형식으로 저장된다.
```
"ARTIST=Various Artist"
```

ID3도 마찬가지로 태그를 입력하는 데 자유로운 편이다. 또한 Replaygain과 Discnumber 등의 2차적 태그를 지원한다.

### 장점
Vorbis는 모든 비트레이트를 자유롭게 지정할 수 있고 기존 코덱(MP3)의 한계를 넘을 수 있도록 설계되어 있다. Vorbis는 같은 비트레이트의 MP3보다 음질이 좋고, AAC와는 음질이 비슷하거나 그 이상의 음질을 보장한다.단, CBR의 경우 MP3보다 안 좋은 결과를 내놓기도 한다.
압축률의 지정은 일반적으로 퀄리티 레벨로 불리는 수치로 지정한다. 범위는 -1에서 10까지 있다. 44.1 kHz Stereo (2ch)의 소스의 경우에 표준 퀄리티 레벨은 Q3(112kbps)가 된다. 최고 퀄리티 레벨은 Q10(500kbps), 최저 퀄리티 레벨은 Q-1(48kbps)가 된다. (aoTuV 인코더에서는 최저 퀄리티 레벨인 Q-1의 하위인 Q-2를 지정할 수 있어 32kbps로 인코딩 할 수 있다).
이전에는 인코더 속도가 느리다는 지적이 있었지만, Blacksword에 의한 Ogg Vorbis 고속화 프로젝트에 의해 크게 개선되고 있다. 음질은 확장성의 높이를 살려 겹겹이 튜닝을 한 aoTuV가 긴 세월에 걸쳐 높은 평가를 거두고 있어 공식판의 최신 버전에 aoTuV 튜닝 기술이 들어갔다.
Vorbis는 프로그램에서는 샘플 단위로 위치를 지정해 정확하게 디코드할 수 있고, 별도의 소스 사용 금액이 없어서, PC 게임 등에서 많이 사용하고 있다.

### 단점
- Vorbis는 가변 비트레이트가 기본이므로 AVI 같은 VBR 음성 코덱을 따로 지원하지 않는 곳에 사용하면 문제가 생길 수 있다.
- Vorbis는 MP3보다 더 많은 인코더 시간을 요구한다.
  - Ogg Vorbis 고속화 프로젝트로 인코더 시간을 줄일 수 있다.[9]
- 재생할 수 있는 플레이어가 적다.
- MP3에 비해 디코더 메모리가 많이 필요하다. 현대의 개인용 컴퓨터에서는 아무런 문제가 되지 않지만 MP3 플레이어 같은 휴대 매체에서는 전지를 빨리 소비하는 단점이 있다.
- MP3와 달리 앨범아트 기능을 지원하지 않는다
- 무손실을 지원하지 않는다

## 종류

### 공식판
Xiph.Org 재단에서 개발하고 관리하고 있으며 BSD 라이선스와 GNU 라이선스를 따른다. 2007년 6월 22일 1.2.0 버전이 올라와 있다.

### aoTuV
aoTuV는 공식판 버전을 새로 튜닝한 버전으로 공식판 버전에 비해 괜찮은 음질을 얻을 수 있다. 대체적으로 공식판 버전이 판올림될 때 같이 판올림되는 특징을 보인다. 현재 최신 버전은 2009년 3월 3일에 나온 베타 5.7 버전이다. 고속화 프로젝트 팀은 aoTuV를 바탕으로 최적화된 고속화 버전으로 개량하는데, aoTuV로 인코딩하는 속도보다 고속화 버전으로 개량한 버전이 인코딩 속도가 더 빠르다.

## 지원

### 하드웨어
- 코원시스템 iAudio
- 삼성 옙 MP3 플레이어
- 아이리버

애플의 아이팟은 아직 정식으로 Vorbis를 지원하지 않지만, 락박스를 이용하여 Vorbis 파일을 재생할 수 있다. Xiph.org 재단 위키에서 vorbis를 지원하는 하드웨어 목록을 올리고 있다.

### 소프트웨어
애플의 아이튠즈는 Vorbis를 지원하지 않지만 Xiph.org 재단에서 개발한 컴포넌트로 Vorbis를 재생할 수 있다. 컴포넌트는 윈도우 버전과 매킨토시 버전 둘 다 나와있다. 윈도우 미디어 플레이어도 애플처럼 Vorbis를 지원하지 않지만 다이렉트 쇼 필터로 Vorbis를 재생할 수 있다. 리눅스에서는 리눅스 기반 프로그램인 XMMS나 xine 등으로 Vorbis 재생을 지원한다. 더 많은 정보는 재단 홈페이지에 있다. 윈도 버전에서는 윈앰프와 푸바2000, 제트오디오, VLC 미디어 플레이어 등이 vorbis 재생을 지원한다.

## 같이 보기
- MP3
- Ogg